# Piromis bifidus
Piromis bifidus är en ringmaskart som först beskrevs av Fauvel 1932.  Piromis bifidus ingår i släktet Piromis och familjen Flabelligeridae. Inga underarter finns listade i Catalogue of Life.